# Atribacterales
Ordre
Les Atribacterales forment un ordre de bactéries.

## Historique
La souche type du genre type Atribacter de cet ordre Atribacterales est isolée au large du Japon à partir d'un mélange de sédiments et d'eau prélevés de sédiments profonds d'un aquifère salin comprenant du gaz naturel.

## Description
Les bactéries du genre Atribacter (genre type de cet ordre) sont gram négatives et anaérobies stricts. Elles ne formant pas de spores, sont en forme de bacilles et parfois aussi plus ovoïde avec des extrémités plus pointues. Leurs dimensions caractéristiques sont de 0,6 à 0,8 μm de large et de 1,3 à 1,8 μm de long. Contrairement à la plupart des bactéries gram négatives, les Atribacter possèdent trois bicouches lipidiques.

## Taxonomie
Le nom correct complet (avec auteur) de ce taxon est Atribacterales Katayama et al. 2021.
Le genre type est : Atribacter Katayama et al. 2021.

### Étymologie
L'étymologie de cet ordre est la suivante : A.tri.bac.te.ra’les. N.L. masc. n. Atribacter, genre type de l'ordre; L. fem. pl. n. suff. -ales, suffixe définissant un ordre; N.L. fem. pl. n. Atribacterales, l'ordre du genre Atribacter.

### Liste des familles
Selon LPSN (5 août 2023) :
- Atribacteraceae Katayama et al. 2021